# نیو هلند، پنسیلوانیا
۴۰°۰۶′۰۸″شمالی ۷۶°۰۵′۱۶″غربی / ۴۰٫۱۰۲۲°شمالی ۷۶٫۰۸۷۸°غربی

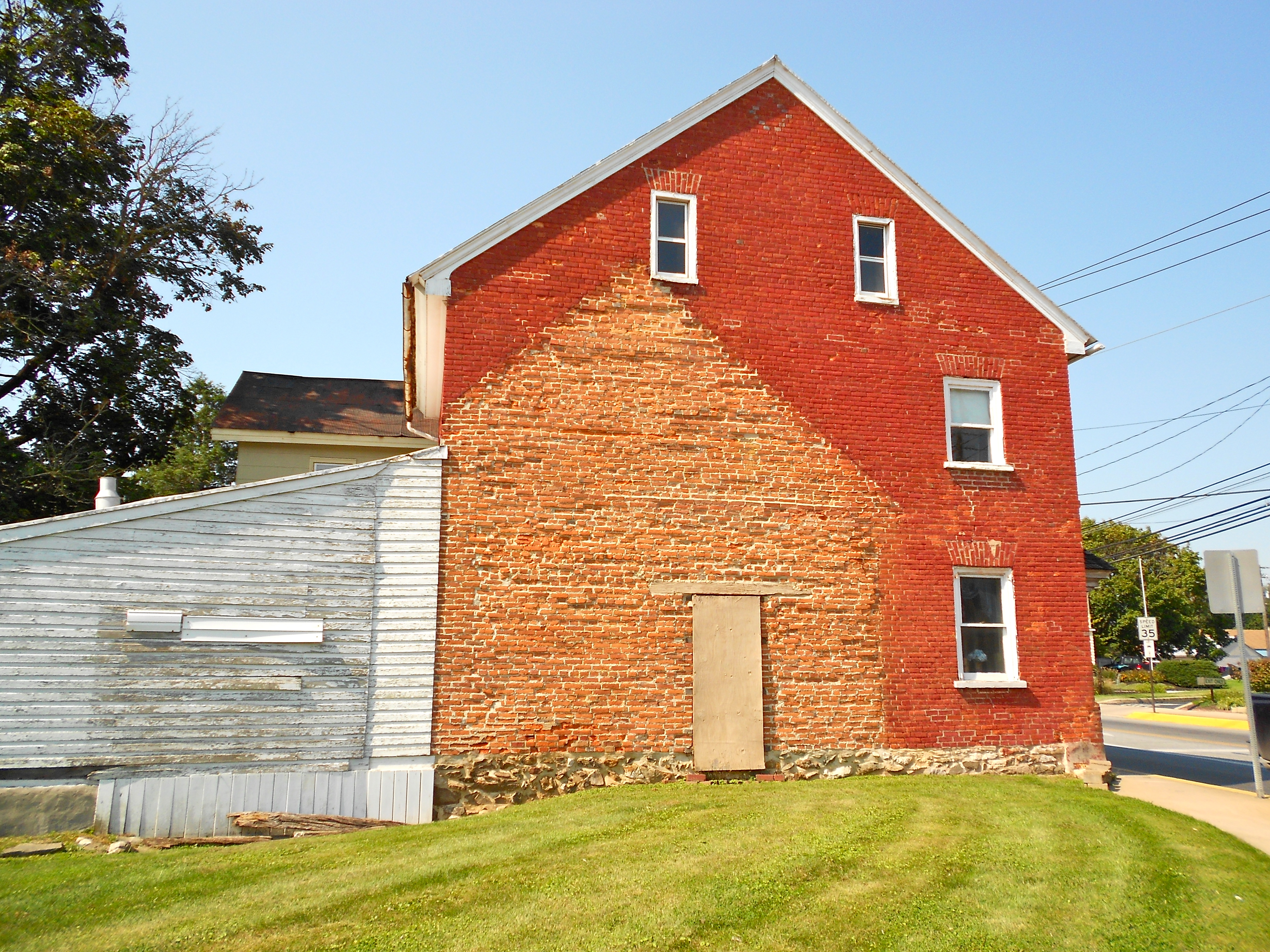
نمایی از یک خانهٔ باستانی در منطقهٔ نیوهلند، ایالات متحده آمریکا - ۲۰۱۲

نیوهلند (به آلمانی پنسیلوانیا: Seischwamm) یک منطقه در ایالات متحده آمریکا است که در شهرستان لنکستر، پنسیلوانیا، واقع شده‌است. در سرشماری سال ۲۰۱۰، جمعیت آن ۵۳۷۸ نفر و در سرشماری سال ۲۰۰۰ جمعیت آن ۵۰۹۲ نفر بود.